# Tundu Lissu

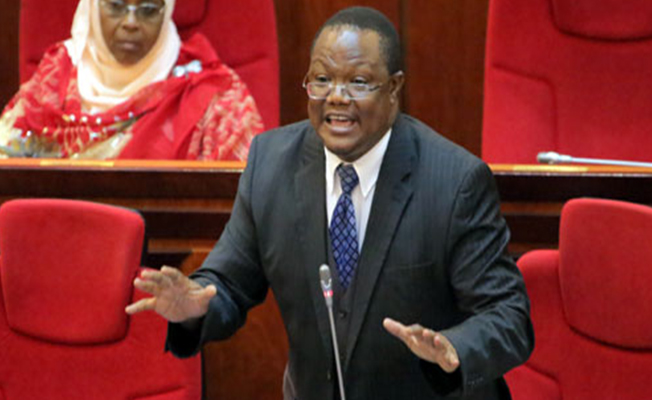
Tundu Lissu im tansanischen Parlament (2017)

Tundu Antiphas Mughwai Lissu (* 20. Januar 1968 in Singida) ist ein tansanischer Rechtsanwalt, Politiker (CHADEMA) und ehemaliger Abgeordneter der Nationalversammlung, wo er den Wahlkreis Singida East vertrat. Er war außerdem Präsident der Tanganyika Law Society (TLS) und Chief Legal Officer (Leiter der Rechtsabteilung) der Oppositionspartei CHADEMA.

## Leben
Lissu etablierte sich über die Jahre als prominenter Rechtsanwalt, Oppositioneller und Regierungskritiker, der die Regierung des Präsidenten John Magufuli öffentlich scharf kritisierte. In der Nationalversammlung war Lissu Chief whip seiner Partei.
Lissu war maßgeblich an der Recherche und Veröffentlichung des als „List of shame“ (dt. „Liste der Schande“) bekannten Dokumentes beteiligt, das die Veruntreuung öffentlicher Gelder durch hohe Regierungsbeamte offenlegte. Er wurde allein im Jahre 2017 sechs Mal verhaftet, unter anderem wegen Präsidentenbeleidigung und Gefährdung der öffentlichen Ordnung. Am 23. August 2017 wurde seine Wohnung von der Polizei durchsucht, nachdem er den Präsidenten einen „unbedeutenden Diktator“ genannt hatte und erneut wegen Präsidentenbeleidigung angezeigt worden war. Die Verhaftung geschah unmittelbar, nachdem Lissu öffentlich gemacht hatte, dass ein Flugzeug der tansanischen Flugbereitschaft in Kanada aufgrund von Regierungsschulden beschlagnahmt worden war.
Im Juni 2020 erklärte Lissu sein Interesse an einer Kandidatur bei der Präsidentschaftswahl 2020.

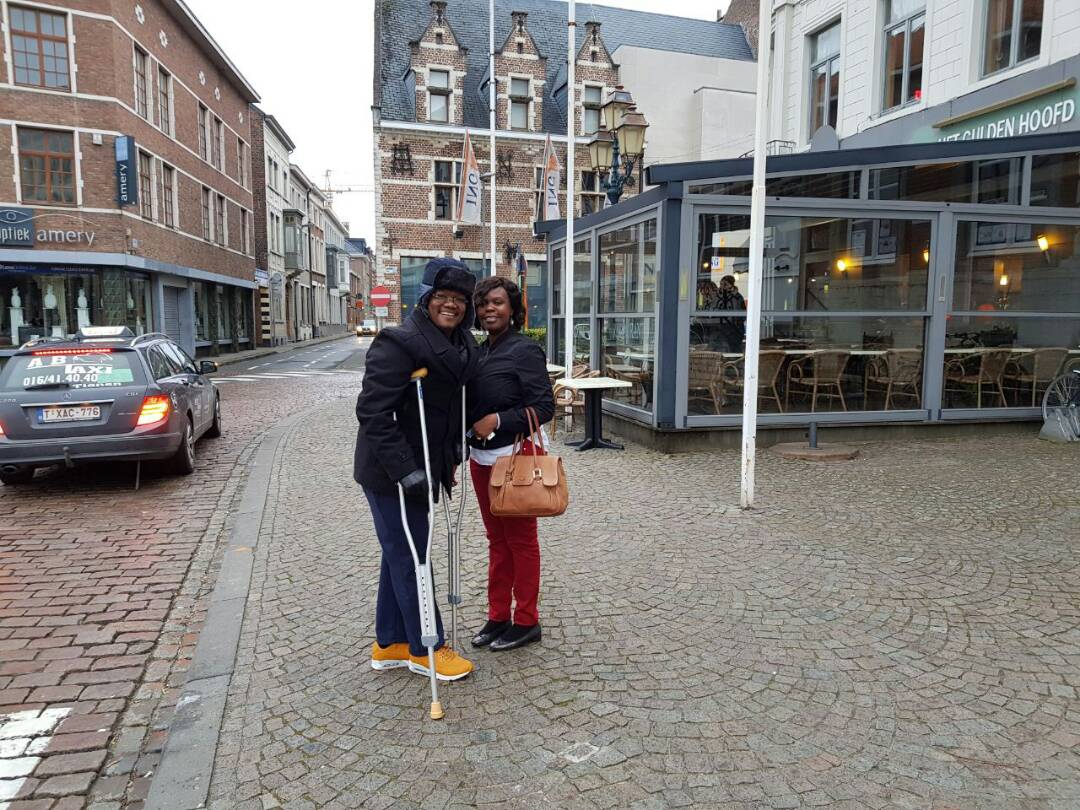
Tundu Lissu mit seiner Frau in Belgien nach dem Attentat (2018)

Nach dem umstrittenen Wahlsieg des Autokraten Magufuli rief Lissu zu Protesten auf, ersuchte dann vergeblich bei mehreren westlichen Botschaften um Zuflucht und kam kurzzeitig in Polizeigewahrsam, bevor er nach Belgien ausreiste.
Im Januar 2023 gab Tundu Lissu bekannt, dass er nach fünf Jahren Exil in Belgien nach Tansania zurückgekehrt sei. Im September des Jahres wurde er dann mit drei weiteren Personen seiner Partei unter dem Vorwurf der Abhaltung illegaler Versammlungen und der Behinderung der Polizei festgenommen, obwohl er bereits seit seiner Rückkehr aus dem Exil politische Kundgebungen abgehalten hatte. Im April 2025 wurde er erneut festgenommen. Einen Tag danach wurde er des Hochverrats angeklagt. Die Anklage bezieht sich auf Lissus landesweite Kampagne unter dem Titel „Keine Reformen, keine Wahlen“. Er betonte, dass die Wahl im Oktober 2025 ohne einen vorhergehenden Reformprozess nicht frei und fair verlaufen könne. Lissu forderte unter anderem eine Änderung der Zusammensetzung des Wahlausschusses.
Der Prozess gegen Lissu begann am 19. Mai 2025 in Daressalam, in dem ihm die Todesstrafe wegen Veröffentlichung mutmaßlich falscher Aussagen auf YouTube sowie wegen Landesverrats droht. Laut Opposition bevorzugt das bestehende Wahlsystem die Regierungspartei CCM (Chama cha Mapinduzi), welche seit der Unabhängigkeit Tansanias 1961 regiert und regelmäßig Vorwürfen der Wahlmanipulation ausgesetzt ist. Internationale Menschenrechtsorganisationen wie Amnesty International kritisierten die Verhaftung Lissus als „willkürlich“ und verurteilten das harte Vorgehen gegen die Opposition im Vorfeld der Wahlen 2025. Zwei namhafte kenianische Juristen, die ehemalige Justizministerin und Menschenrechtsanwältin Martha Karua und Richter Willy Mutunga, welche zur Unterstützung von Lissus Verteidigung angereist waren, wurden am Flughafen Daressalam festgenommen und anschließend nach Kenia ausgewiesen. Im Mai 2025 wurde außerdem die ugandische Investigativjournalistin und Menschenrechtlerin Agather Atuhaire nach einem Besuch in Tansania, bei dem sie Tundu Lissu unterstützen wollte, festgenommen, mehrere Tage in Gewahrsam gehalten sowie laut eigenen Angaben dabei gefoltert und sexuell misshandelt.

## Attentat 2017
Am Nachmittag des 7. September 2017 wurde Lissu während einer Sitzungsunterbrechung in seinem Auto auf dem Parkplatz des Parlamentes von einem Attentäter mehrfach angeschossen und schwer verletzt. Lissu hatte wenige Wochen zuvor verkündet, dass er von Angehörigen des Geheimdienstes verfolgt würde.
Tundu Lissu wurde mehrere Stunden im Dodoma General Hospital behandelt, bevor er aufgrund von Sicherheitsbedenken nach Kenia in das Aga Khan Hospital in Nairobi ausgeflogen wurde. Nachdem er mehrere Monate in Nairobi verbracht hatte, wurde er zur weiteren Behandlung und zur Rehabilitation nach Belgien geflogen, wo er Berichten zufolge 19 Operationen durchlief.
Die wiederholten Verhaftungen und der Anschlag auf Lissu wurden unter der Berücksichtigung Lissus politischer Einstellung von religiösen und Menschenrechtsorganisationen als „feige“ und als „Angriff auf die Demokratie“ verurteilt. Lissus Partei gab an, dass es sich bei der Tat um ein politisch motiviertes Verbrechen handele, das sie mit der regierungskritischen Haltung Lissus in Verbindung bringe.
Präsident Magufuli zeigte sich auf Twitter von dem Anschlag geschockt. Mehrere tansanische Oppositionspolitiker, darunter der Vorsitzende von CHADEMA, Freeman Mbowe, forderten eine Aufklärung des Falls durch einen ausländischen Ermittler. Bis zum heutigen Tag sind das Verbrechen nicht aufgeklärt und die Täter nicht gefasst worden. Die Polizei stellte das Verfahren ein. Aufgrund seiner Abwesenheit wurde Lissus Mandat in der Nationalversammlung im Jahr 2019 annulliert, so dass er seinen Sitz im Parlament verlor.